# Central Zoo
Koordinaten: 27° 40′ 23,8″ N, 85° 18′ 38,6″ O
Der Central Zoo ist der einzige Zoo Nepals. Er befindet sich im südwestlichen Teil des Stadtteils Patan in Kathmandu. Gegründet wurde er 1932 und 1956 der Öffentlichkeit zugänglich gemacht. Der Zoo beherbergt über 900 Tiere in 127 Arten. Die zwei lebensgroßen Statuen auf dem Parkgelände stellen die Mutter und die Schwägerin des Zoo-Gründers (Juddha Shumsher Jang Bahadur Rana) dar.

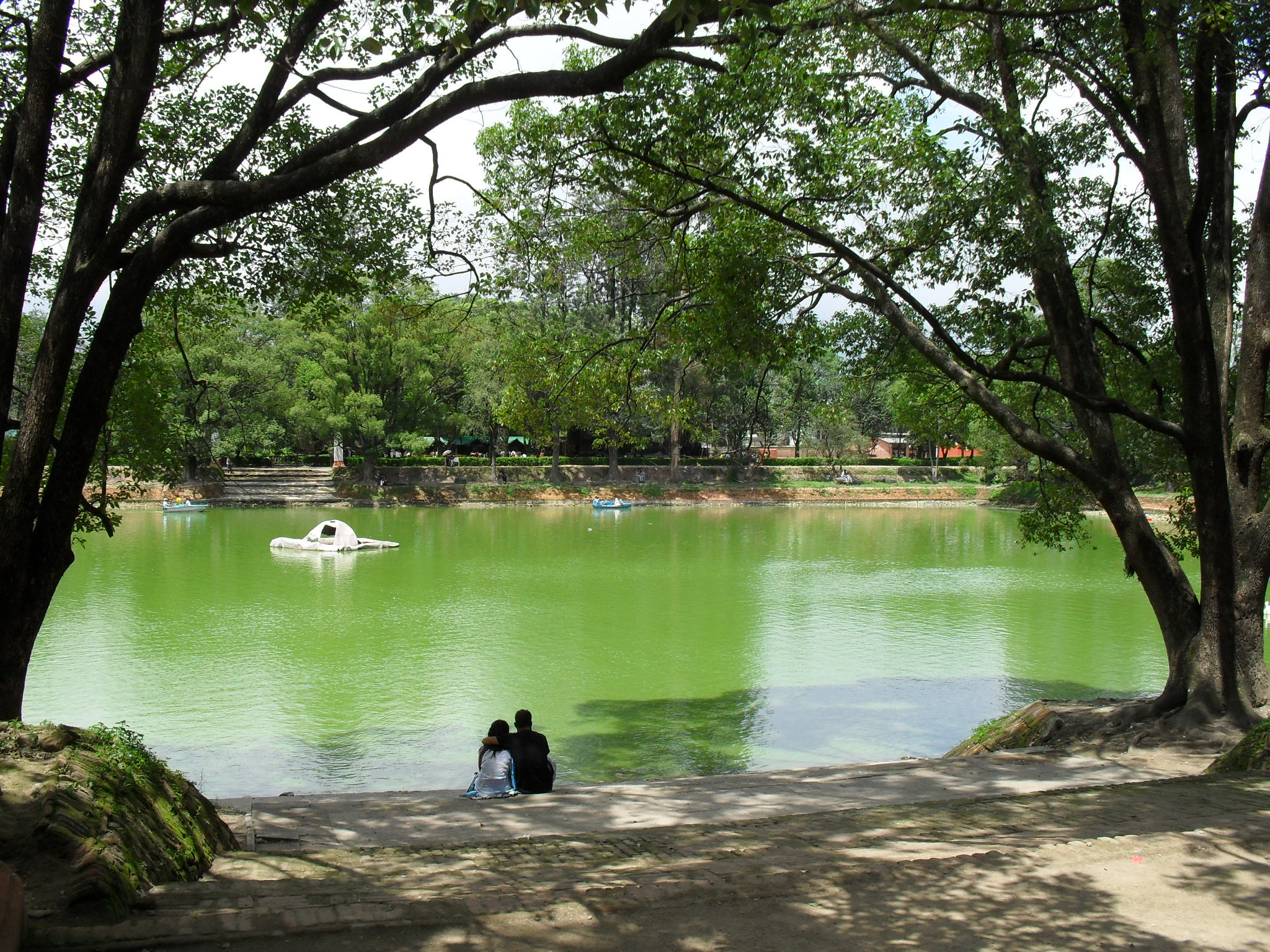
Die Zooanlage ist rund um einen zentralen, rechteckigen See angeordnet

Der Teich des Zoos wurde im 17. Jahrhundert auf Weisung von König Siddhi Narsingh Malla angelegt und kann mit einem Boot befahren werden.
Die Verwaltung obliegt seit 1995 dem King Mahendra Trust for Nature Conservation. Im Jahr 2003 wurden Teile der Anlage aufwendig restauriert. Der Eingangsbereich wurde z. B. umgestaltet und ein neues Gibbon-Gehege entstand.